# Westmarsh
Westmarsh – wieś we wschodniej części hrabstwa Kent, w Anglii. Znajduje się pomiędzy Canterbury a Ramsgate.